# نونسو أنوزي
نونسو أنوزي (بالإنجليزية: Nonso Anozie)‏ مواليد 28 مايو 1979 في لندن، إنجلترا، هو ممثل إنجليزي.

## الأعمال
- الفيلق الأخير.
- تكفير.
- كانون البربري.
- الرمادي.
- لعبة إندر.
- جاك ريان: الشبح المجند.
- سندريلا.
- صراع العروش.
- توت.
- عنتيبي.
- ذا بايبل.
- محب الحلويات(sweet tooth) مسلسل

## وصلات خارجية
- نونسو أنوزي على موقع IMDb (الإنجليزية)
- نونسو أنوزي على موقع ألو سيني (الفرنسية)
- نونسو أنوزي على موقع تيرنر كلاسيك موفيز (الإنجليزية)
- نونسو أنوزي على موقع أول موفي (الإنجليزية)
- نونسو أنوزي على موقع قاعدة بيانات الأفلام السويدية (السويدية)
- نونسو أنوزي على موقع قاعدة بيانات الفيلم (الإنجليزية)
- نونسو أنوزي على موقع كينوبويسك (الروسية)